# マイケル・パウエル (政治家)

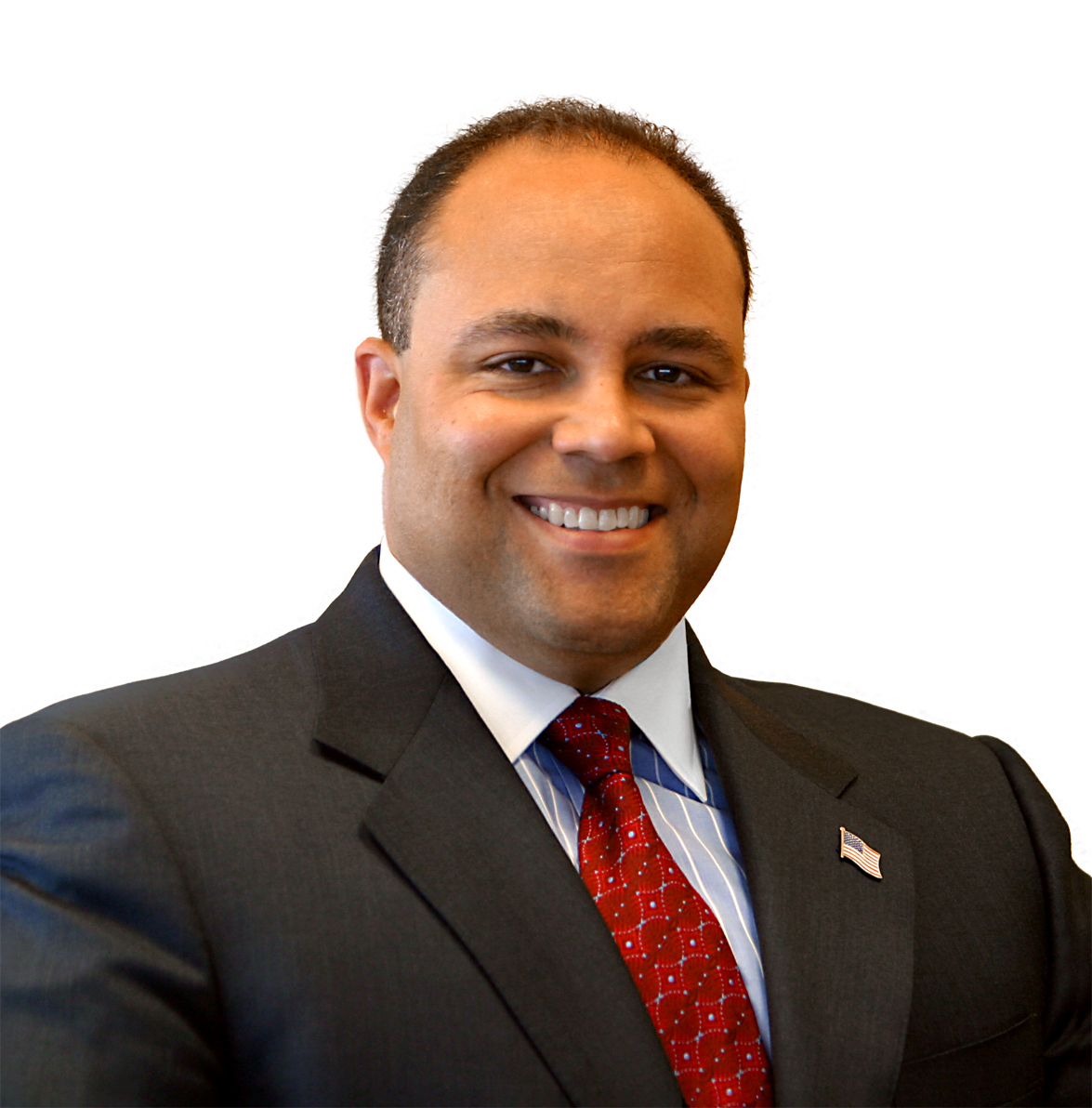
マイケル・パウエル (政治家)

マイケル・パウエル（Michael Kevin Powell、1963年3月23日 - ）は、アメリカ合衆国の政治家。元国務長官のコリン・パウエルの息子。

## 略歴
アラバマ州のバーミングハムで生まれ、1985年にウィリアム&メアリー大学を卒業。陸軍に所属しドイツ駐留部隊に所属していたが、事故により負傷して退役。ジョージタウン大学ローセンターでJuris Doctor（法務博士）を取得した後、司法省反トラスト局で勤務。
その後、2001年1月から2005年1月までの間、連邦通信委員会（FCC）の委員長を務めた。